# Los traidores
Los traidores és una pel·lícula argentina històrica-dramàtica del 1973 dirigida per Raymundo Gleyzer sobre el seu propi guió escrit en col·laboració amb Víctor Proncet i Álvaro Melián, i basat en el conte La víctima de Proncet. Va ser realitzada entre 1972 i 1973 però mai es va estrenar comercialment. Va tenir com a actors principals a Víctor Proncet, Raúl Fraire, Susana Lanteri i Lautaro Murúa.
La pel·lícula inclou fragments dels films El último payador i de Tiempo de violencia. Los traidores va ser filmada en color i es van fer còpies de 16 mm. en blanc i negre, perquè circulessin en forma clandestina. El setembre del 1988 va ser exhibida en Lanús Oeste i el 22 de juny de 1993 la hi va projectar en un cicle del Centro Cultural Ricardo Rojas; la còpia a color recentment es va conèixer públicament en 1995. Actualment és considerada com una pel·lícula de culte.

## Sinopsi
La història narra la vida d'un fictici dirigent sindical peronista, des que ascendeix al càrrec en la dècada de 1960, després d'anys de militància, i se centra en la seva transformació posterior en un buròcrata corrupte fins a 1973, quan Héctor Campora arriba a la Presidència de la Nació.

## Repartiment
- Víctor Proncet …Roberto Barrera
- Raúl Fraire …Antonio Corrales
- Susana Lanteri …Amanda / Paloma
- Lautaro Murúa …Benítez
- Walter Soubrié …Rivero
- Luis Politti …President de la Nació
- Alfonso Senatore …Guardaespatlles de Barrera
- Omar Fanucchi …Metge
- Pachi Armas
- Martín Coria …Obrer torturat
- Carlos Román …Locutor en entierro
- Sara Aigen... Dona que canta en entierro
- Diego Gleyzer …Bebé de Peralta
- Sara Bonet …Carmen
- Luis Cordara …Operari 2
- Luis Orbegoso …Peralta
- Luis Ángel Bellaba…Metge testimoni de la tortura
- Hugo Álvarez…El Negro
- Mario Luciani…Reynoso
- Claudio Lucero…Operari 1
- Samuel Desse …Supervisor
- Osvaldo Santoro
- Guillermo Ben Hassan

## Producció
Los traidores va ser produïda per William "Bill" Susman, un productor de cinema i activista estatunidenc, qui havia estat combatent en les Brigades Internacionals durant la Guerra Civil Espanyola, i després en la Segona Guerra Mundial. També va militar com a activista contra la dictadura pinochetista en Xile, la última dictadura cívico-militar a l'Argentina i la Contra nicaragüenca.
L'argument està basat en el conte de Víctor Proncet La víctima, que narrava un fet verídic: l'autosegrest del dirigent sindical peronista Andrés Framini.
El títol original del film anava a ser “Una muerte cualquiera”, ja que el de “Los traidores” ja havia estat utilitzat per l'escriptor comunista José Murillo (1922-1997) en la novel·la homònima -publicada en 1968- on relatava la traïció de la burocràcia sindical a una vaga metal·lúrgica.

## Comentaris/crítiques
Vincent Canby de The New York Times, va escriure el 22 de febrer de 1974: 
| « | ”…eevita acuradament condemnar al President Perón, però està ple de desil·lusió que va conduir a la desesperació i finalment a les tàctiques terroristes que emboliquen a l'Argentina avui. Sustenta la violència de fet, sense pretendre ser una altra cosa, com va fer Costa-Gavras a État de siège” | » |

Daniel Galán va escriure sobre el film en 1978 per al El País, i va opinar: 
| « | ”…una mostra de com pot realitzar-se un cinema polític que no oblidi cap de les claus espectaculars d'un producte de consum. El Grup Cinema de la Base ha rodat -esplèndidament- una història concreta que es confon moltes vegades amb el document històric, amb el melodrama, amb el cinema de ficció…és una pel·lícula imprescindible.” | » |